# Ljudska univerza Radovljica
Ljudska univerza Radovljica je ljudska univerza s sedežem na Kranjski cesti 4 (Radovljica).
Ljudska univerza Radovljica je javni zavod za izobraževanje odraslih, ustanovljen za opravljanje javne službe. Osnovna dejavnost zavoda je izobraževanje odraslih, svetovanje, informiranje, osnovnošolsko in srednješolsko izobraževanje. Deluje na območju upravne enote Radovljica.
1. oktobra 1959 je bila ustanovljena Delavska univerza Radovljica. Osnovna dejavnost je bilo splošno prosvetljevanje, prirejanje občasnih poljudnoznanstvenih in političnih predavanj ter organizacija jezikovnih tečajev. Štirideset let je delovala v prostorih Radovljiške Graščine. V osemdesetih letih se je preimenovala v Ljudsko univerzo Radovljica.
Zadnja leta so del izobraževalne dejavnosti tudi usposabljanja in druga izobraževanja za ranljive ciljne skupine odraslih (osipniki, brezposelni, starejši zaposleni, odrasli s posebnimi potrebami, upokojenci, otroci in mladostniki z učnimi težavami). Pomemben del predstavlja tudi sodelovanje z drugimi evropskimi državami.

## Večji projekti
- Program Projektno učenje za mlajše odrasle[5]
- Mladinski dnevni center KamRa[6]
- Čebelarski razvojno-izobraževalni center Gorenjske[7]
- film Hočem živeti[8][9][10]
- Medgeneracijski center Rado`lca - Bled
- Univerza za tretje življenjsko obdobje[11]